# Béthune
Béthune là một xã trong vùng Hauts-de-France, thuộc tỉnh Pas-de-Calais, quận Béthune, chef-lieu 2 tổng. Tọa độ địa lý của xã là 50° 31' vĩ độ bắc, 02° 38' kinh độ đông. Béthune nằm trên độ cao trung bình là 26 mét trên mực nước biển, có điểm thấp nhất là 18 mét và điểm cao nhất là 42 mét. Xã có diện tích 9,43 km², dân số vào thời điểm 1999 là 27.808 người; mật độ dân số là 2144 người/km².

## Thông tin nhân khẩu
| 1962   | 1968   | 1975   | 1982   | 1990   | 1999   |
| ------ | ------ | ------ | ------ | ------ | ------ |
| 24 790 | 28 383 | 28 470 | 26 928 | 26 203 | 27 808 |

## Các thành phố kết nghĩa
- Schwerte, Đức (1960)
- Hastings, Anh (1966)

## Nhân vật nổi tiếng
- Jocelyn Blanchard (sinh 1972), cầu thủ bóng đá
- Jean Buridan (1300-1358), triết gia
- Antoine Busnois (1430-1492), nhà soạn nhạc và nhà thơ
- Pierre de Manchicourt, nhà soạn nhạc